# گوگل پنگوئن
گوگل پنگوئن (به انگلیسی: Google Penguin) نام الگوریتم شرکت گوگل در رتبه‌بندی صفحات است. این الگوریتم برای اولین بار در ۲۴ آوریل ۲۰۱۲ معرفی شد. این الگوریتم به مبارزه با سایت‌هایی می‌پردازد که با استفاده از تکنیک‌های کلاه سیاه اقدام به افزایش لینک‌های خود می‌کنند. Gary Illyes در ۱۹ ژانویه ۲۰۱۶ در حساب توییتر خود اعلام کرد آپدیت بعدی این الگوریتم در ۳ ماهه اول ۲۰۱۶ خواهد بود.
در تاریخ ۲۳ سپتامبر گوگل پنگوئن به نسخه جدید یعنی آکا پنگوئن ۷ ارتقاء پیدا کرد. نسخه جدید
وظیفهٔ این الگوریتم پیدا کردن لینک‌های اسپم است. سایت‌هایی که برای بهبود وضعیت خود اقدام به خرید لینک می‌کنند، توسط این الگوریتم شناسایی می‌شوند. حتماً می‌دانید که لینک گرفتن از سایت‌ها در نتیجه سرچ گوگل بسیار مؤثر است، اما عده‌ای بدون تفکر این کار را انجام می‌دهند و از سایت‌های غیرمرتبط و به صورت فله‌ای لینک می‌خرند. اینجاست که الگوریتم پنگوئن آنها را شناسایی و جریمه می‌کند. این جریمه شامل سایتی که لینک می‌فروشد خواهد شد.

## وظیفه اصلی الگوریتم پنگوئن
الگوریتم پنگوئن پاسخی برای افزایش استفاده از روش‌های سئو کلاه سیاه برای کسب نتایج بهتر بود. مت کاتس Matt Cutts در جریان کنفرانس SMX سال ۲۰۱۲ در این مورد گفته بود:
«ما به این فکر کردیم که چطور با محتوای بی‌کیفیت مبارزه کنیم و برای حل این موضوع الگوریتم پاندا را معرفی کردیم. اما بعد از معرفی این الگوریتم متوجه شدیم که این شروع کار است و هنوز وب‌سایت‌های اسپم زیادی وجود دارند. سپس برای حل این مشکل الگوریتم پنگوئن را طراحی کردیم.»
هدف این الگوریتم به‌طور دقیق، کاهش تأثیرگذاری روش‌های کلاه سیاه و به دست گرفتن کنترل اوضاع بود. با درک بهترِ فرایند دریافت لینک، پنگوئن توانست وب‌سایت‌هایی که اقدام به دریافت لینک‌های طبیعی و معتبر کرده بودند را ارتقاء دهد و وب‌سایت‌هایی که لینک‌های اسپم و ساختگی دریافت کرده بودند را از رتبه‌های بالای نتایج به قعر نتایج بکشاند.
در ابتدای کار، گوگل در این الگوریتم برای جریمه کردن وب‌سایت‌های خاطی، ملاک خود را تنها بر لینک‌های دریافتی متمرکز کرد و به هیچ‌وجه توجهی به لینک‌های خروجی این وب‌سایت‌ها نداشت؛ ولی در ادامه لینک‌های خروجی از سایت و لینک‌سازی داخلی نیز توسط الگوریتم پنگوئن مورد توجه قرار گرفت.
الگوریتم پنگوئن، در واقع فیلتری است برای مقابله با سایت‌هایی که قصد دارند از طریق روش‌های اسپم مثل لینک‌سازی اسپم و پر کردن صفحه با کلمات کلیدی در نتایج جستجوی گوگل، تغییر ایجاد کنند و سایت خود را به رتبه‌های بالاتری بیاورند. به عبارت دیگر، الگوریتم گوگل پنگوئن تلاش می‌کند سایت‌هایی که اسپم به نظر می‌رسند را شناسایی و جریمه کند.